# Mandfles

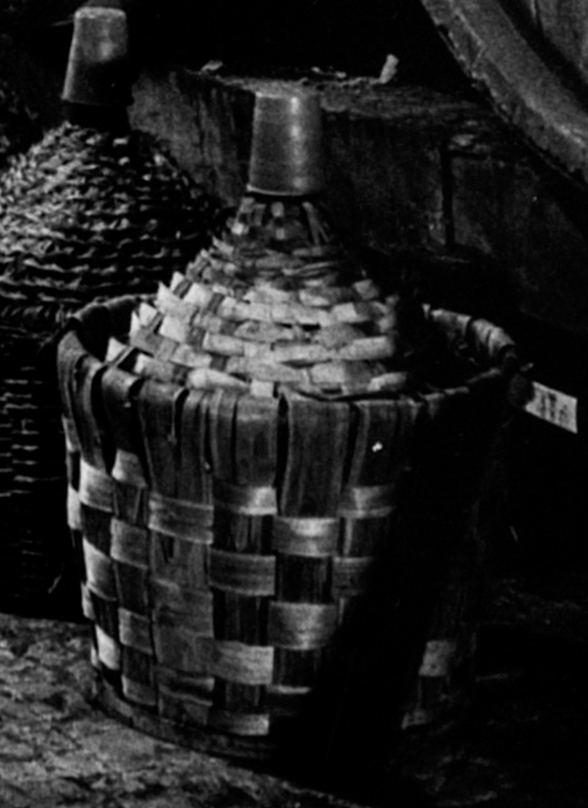
Traditionele mandfles (dameraan) in een Toscaanse wijnkelder

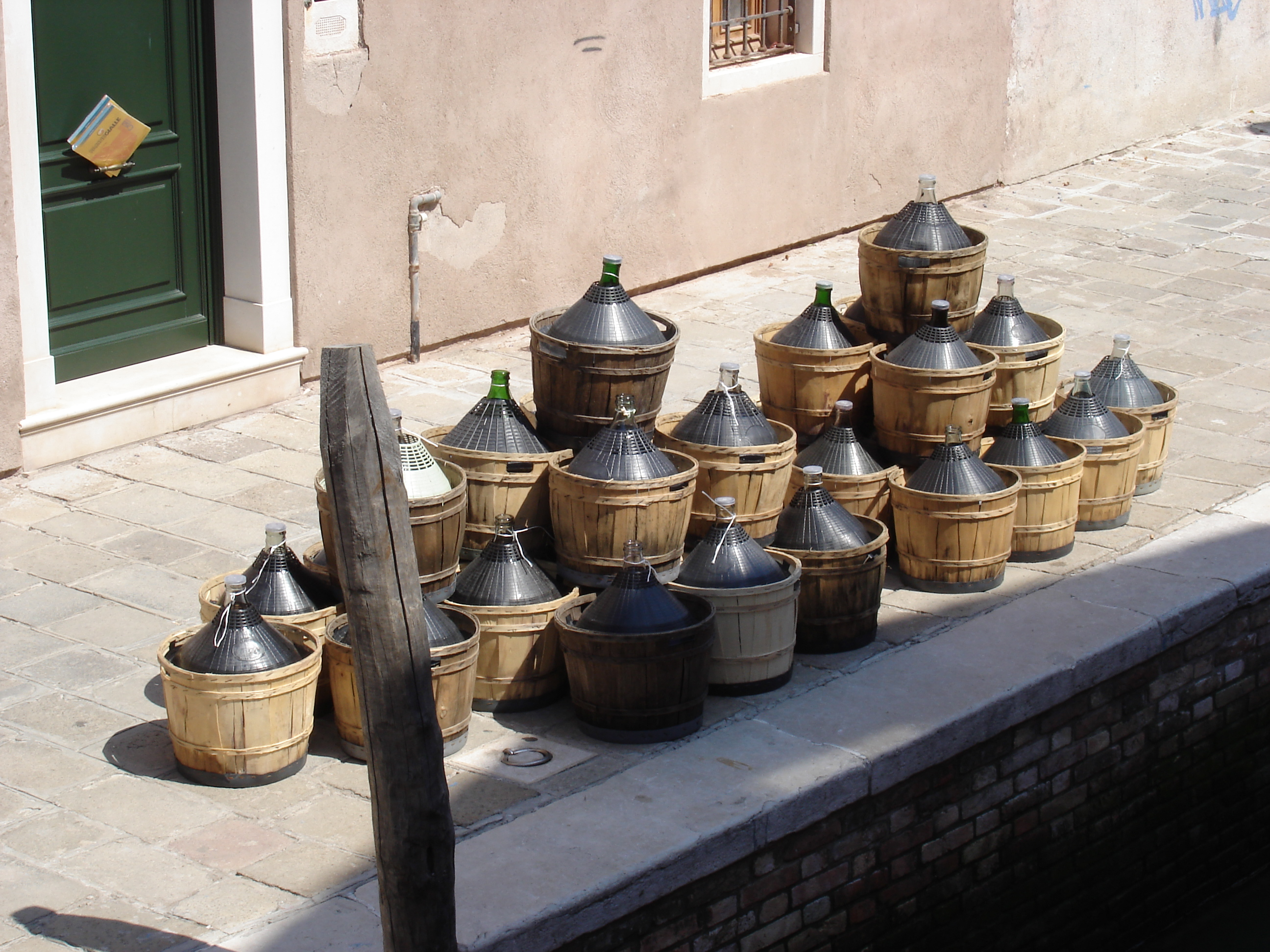
Mandflessen in Venetië

Een mandfles, ook wel korffles, dame-jeanne, demi-john of dameraan genoemd, is een grote fles waaromheen een mand is gevlochten. Hij bestaat in verschillende maten met een inhoud van vijf tot 54 liter. Hij wordt gebruikt voor het transport van vloeistoffen. De mand moet de fles beschermen tegen breken. Vooral gevaarlijke stoffen, zoals zoutzuur of ammonia, werden vervoerd en bewaard in grote beschermende mandflessen.
Traditioneel worden de flessen voorzien van een vlechtwerk van natuurlijk materiaal zoals stro of wilgenteen en een houten bodem. Later kwamen er ook plastic manden op de markt.
In Toscane worden kleine mandflessen (0,5 tot 2 liter) van oudsher gebruikt voor wijn. Dit type wijnfles wordt fiasco genoemd. Het was de meest gebruikelijke verpakking voor chianti maar is op grote schaal vervangen door de bordeaux-fles. De fiasco wordt op beperkte schaal nog gebruikt uit nostalgisch-toeristisch oogmerk.